# Острозький обласний ліцей-інтернат з посиленою військово-фізичною підготовкою
Обласний ліцей з посиленою військово-фізичною підготовкою в м. Острог імені Костянтина Івановича Острозького Рівненської обласної ради — спеціалізований заклад загальної середньої освіти, ліцей з посиленою військово-фізичною підготовкою у Острозі.
Розташування: Рівненська область, м. Острог, просп. Незалежності, 62

## Історія
25 вересня 2001 року розпорядженням голови Рівненської обласної державної адміністрації, відповідно до розпорядження Президента України «Про розширення мережі ліцеїв з посиленою військово-фізичною підготовкою», створено Острозький обласний ліцей-інтернат з посиленою військово-фізичною підготовкою.
23 жовтня 2001 року начальником ліцею було призначено Поліщука Д. В.
Розпочалася щоденна напружена праця по створенню матеріальної та навчальної бази, залученню офіцерського та викладацького складу, відбору учнів для першого курсу. Значну допомогу у створенні та розбудові ліцею надали Василишин Р. Д. та ректор НУ «Острозька академія» Пасічник І. Д.
Пройшли конкурсний відбір і розпочали навчання з листопада 2001 року 33 ліцеїсти. Заняття проводились на базі НУ «Острозька академія»; спальні приміщення та класи самопідготовки розмістилися у гуртожитку ВПУ-28.
23 листопада 2001 року під час зустрічі ліцеїстів з Президентом України Л. Д. Кучмою було віддане розпорядження про передачу будівлі, розташованої на території 14-го інженерного полку, для потреб ліцею.
22 лютого 2002 року відбулася перша інавгурація ліцеїстів Острозького обласного ліцею-інтернату з посиленою військово-фізичною підготовкою.
Завдання, які ставить перед собою заклад:
1.   Створення системи управління закладом освіти  як цілісною організацією, відкритою соціальною системою.
2.    Створення сучасного безпечного психологічно комфортного  освітнього середовища закладу освіти.
3.   Забезпечення академічної доброчесності
4.   Формування системи цінностей, cтрижневим вектором якої передусім є цінності дитиноцентрованої освіти.
5.    Модернізація системи науково-методичного супроводу, безперервного професійного розвитку педагогів. 
6.    Реалізація сучасних підходів до розвитку, виховання і навчання дітей для підвищення якості освіти шляхом упровадження нових освітніх методик та форм та ін.
За ініціативою КЗ «Острозький обласний ліцей з посиленою військово-фізичною підготовкою імені Костянтина Івановича Острозького» РОР згідно з цільовою соціальною програмою національно-патріотичного виховання на 2021 – 2025 роки в Рівненській області заклад визначено національно-патріотичним центром Рівненської області.

## Керівництво
- Начальник ліцею полковник Приступа Ігор Кузьмович
- Заступник начальника ліцею з навчально-виховної роботи підполковник запасу Тимощук Ігор Анатолійович
- Заступник начальника ліцею з навчальної  роботи Семенюк Надія Іванівна
- Заступник начальника ліцею з виховної роботи Матласевич Тетяна Сергіївна
- Командир першої роти, старший офіцер — вихователь підполковник запасу Збаровський Юрій Анатолійович
- Командир другої роти, старший офіцер — вихователь майор Франчук Віктор Олександрович